# بوكين تورنامنت
بوكين تورنامنت (بالإنجليزية: Pokkén Tournament‎؛ باليابانية: ポッ拳) هي لعبة فيديو من نوع قتال، من تطوير شركة نامكو بانداي سنة 2015، صدرت اللعبة في الأسواق الدولية في عام 2016 على جهاز وي يو.